# グリエルモ3世

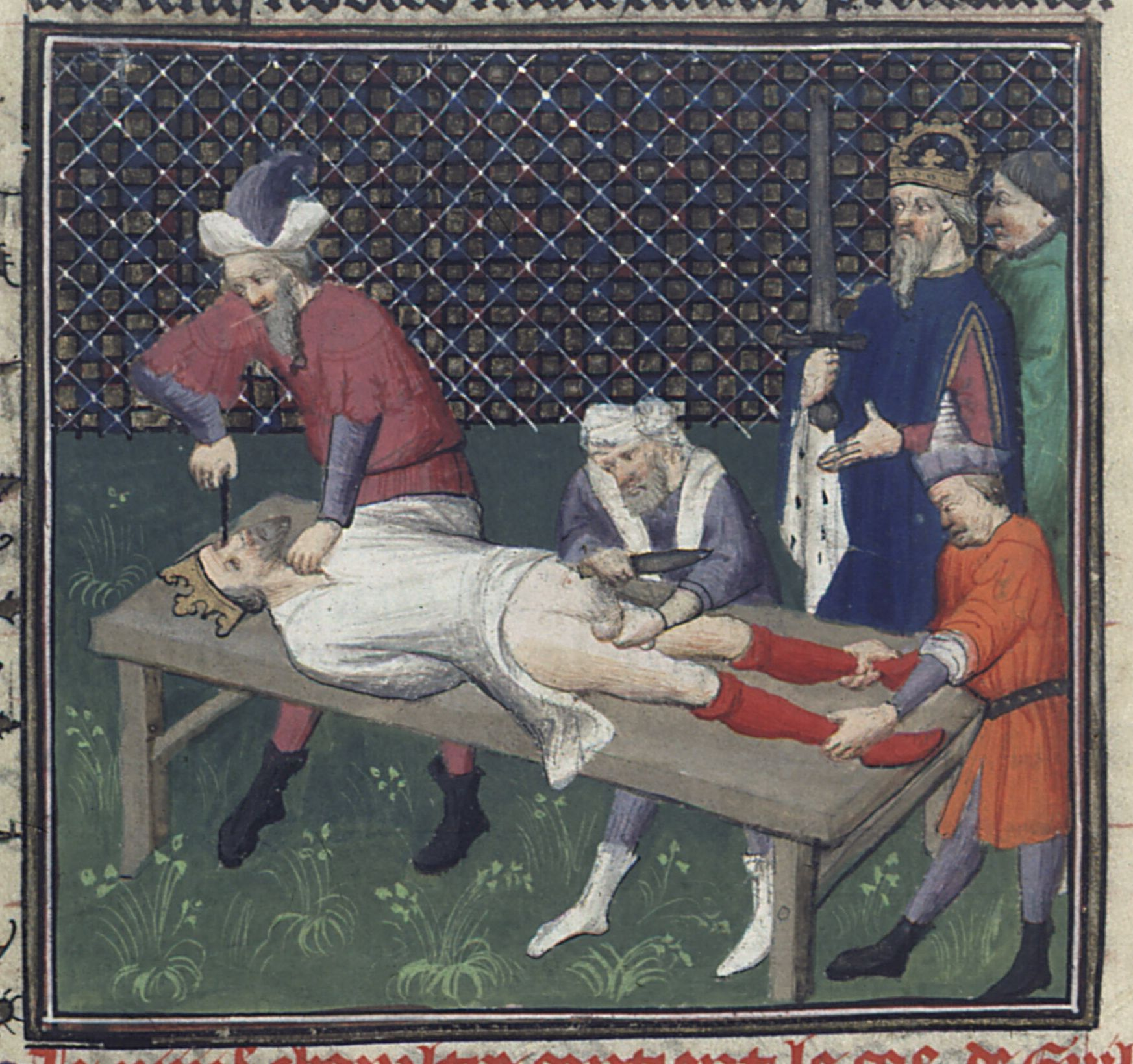
グリエルモ3世の拷問

グリエルモ3世（Guglielmo III di Sicilia, 1185年 - 1198年）は、シチリア王国の王（在位：1194年2月 - 12月）。ホーエンシュタウフェン朝による征服前の最後のノルマン王朝の王である。

## 生涯
グリエルモ3世は1185年、タンクレーディ（1139年 - 1194年）とシビッラ（1153年 - 1205年）の間に生まれた。兄ルッジェーロ3世（1175年 - 1193年）は1193年に共同統治王の位に就いていたが、同年12月にわずか18歳で死亡した。父タンクレーディが55歳で死ぬと、グリエルモ3世は母の摂政の元に9歳で王位を継いだ。
同年、ハインリヒ6世（エンリーコ）は王国征服の準備をして7月に国境を越えた。カンパーニャでは幸運なことに多くの街が戦闘せずに彼の物となった。ナポリさえもすぐに勝者に従い、シチリアを威嚇しつづけた。10月にはハインリヒ6世の軍隊はシチリアに上陸し、メッシーナも報復を恐れて降伏した。
パレルモを12月20日に征服したハインリヒは、グリエルモとシビッラに、降伏するならばレッチェ伯の位を与えるとし、シビッラはあきらめて条件を飲んだ。ハインリヒは12月25日にシチリア王の戴冠を行った。12月28日にシビッラとその息子を陰謀のかどで逮捕し、暫くして彼女の娘たちにも同様にした。
シビッラと娘たちはアルザスで投獄され、ハインリヒの死後1197年に釈放された。グリエルモは、真実に近い説としては、失明させられ去勢されてドイツに追放され、1198年に死ぬまでの4年間幽閉されたという。別の説では、疑わしい話だが1232年まで生き、フリードリヒ2世に発見され処刑されたという。